# Trinidad Estéreo
Trinidad estéreo es una emisora de radio de Colombia, transmite desde el municipio de Trinidad (departamento de Casanare) a través de la frecuencia 88.7 FM. Su señal alcanza los municipios de Trinidad, San Luis de Palenque y otras zonas del norte, centro y oriente del departamento.
Su programación se basa en contenidos musicales e informativos de interés regional y local. Esta señal ha sido restablecida a partir del mes de enero de 2009, anteriormente transmitía por la frecuencia 94.3, pero fue interrumpida temporalmente en dos ocasiones.